# Kå-Ge Stenlund
Karl Gerhard (Kå-Ge) Stenlund, född 28 december 1943 i Malå församling i Västerbottens län, död 7 juni 2019 i Åmåls distrikt i Västra Götalands län, var en svensk målare och grafiker.

## Biografi
Stenlund var verksam som målare och grafiker sedan 1970-talet. Han specificerade sig på akvareller, oljemålningar och litografier. Han finns representerad med offentliga konstverk i flera svenska kommuner.[källa behövs]